# Mummental 1, 1a (Quedlinburg)

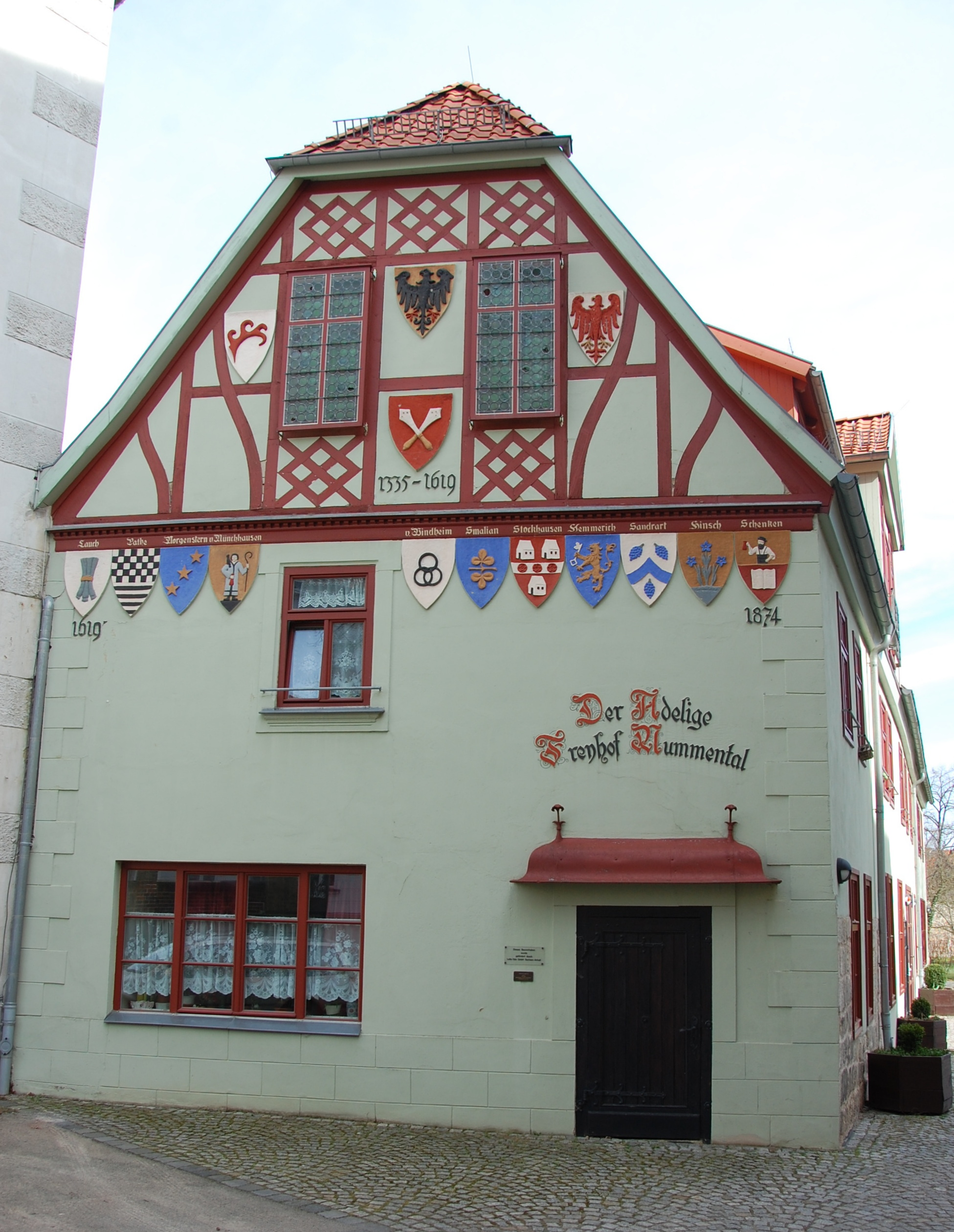
Remise, Westseite

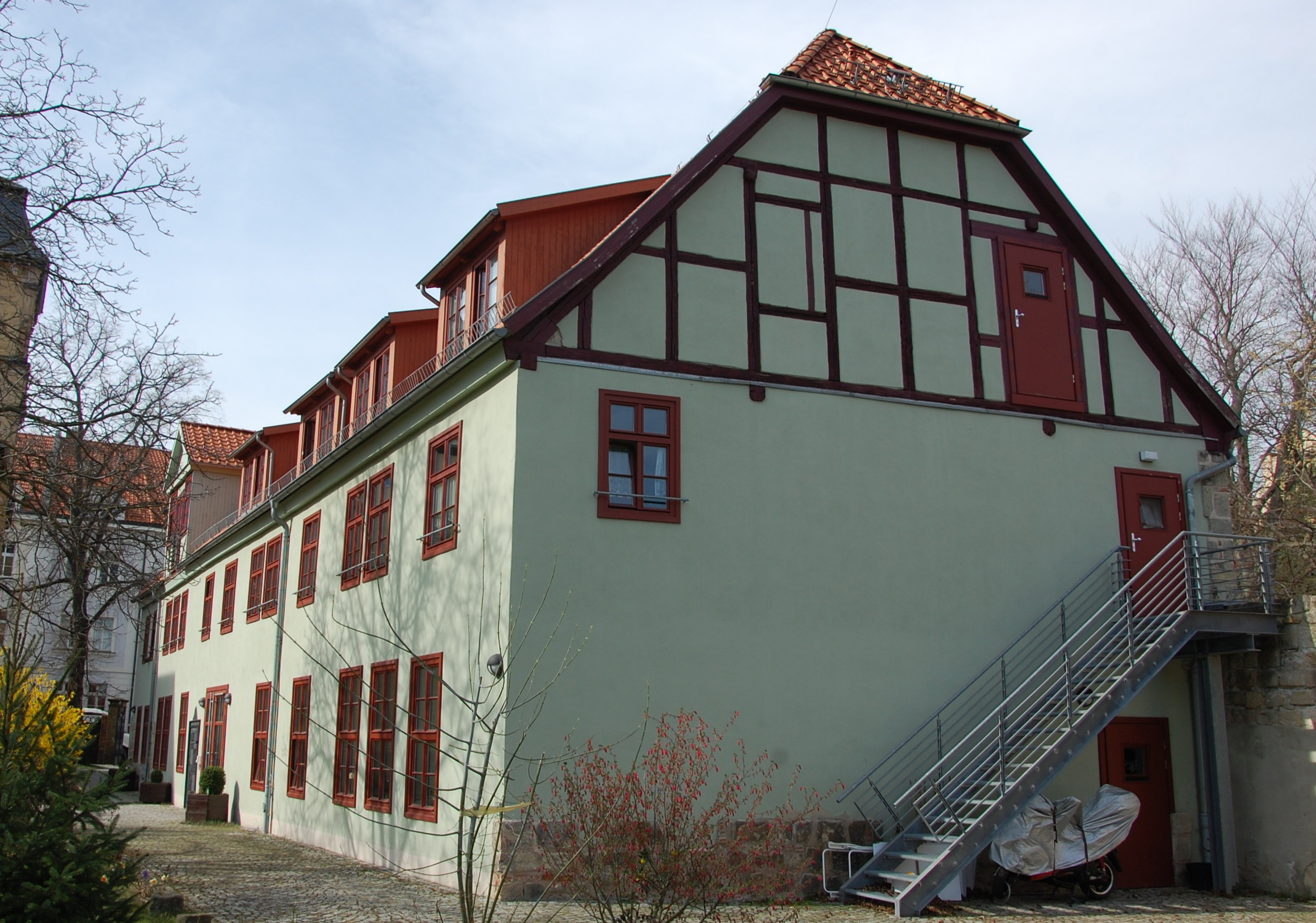
Ostseite

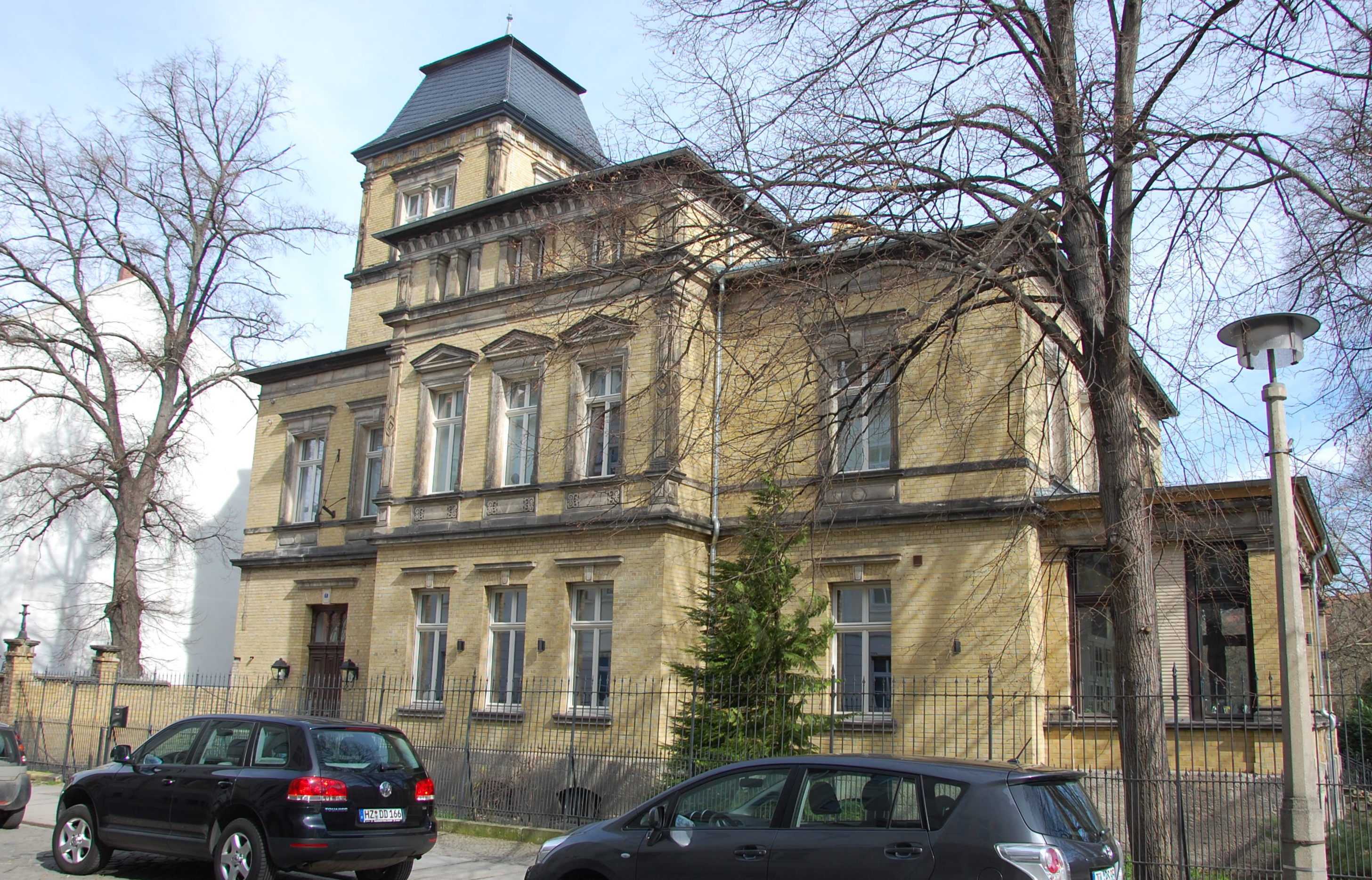
Villa

Das Anwesen Mummental 1, 1a ist ein denkmalgeschütztes Gebäudeensemble in der Stadt Quedlinburg in Sachsen-Anhalt.

## Lage
Es befindet sich im östlichen Teil der historischen Quedlinburger Altstadt, nördlich des Mühlgrabens. Das Gebäude ist im Quedlinburger Denkmalverzeichnis als Freihof eingetragen.

## Architektur und Geschichte
Ursprünglich befand sich auf dem Grundstück der Mummentalhof, ein adliger Freihof.  Zunächst waren die Grafen von Regenstein mit dem Freihof belehnt. 1287 erfolgte ein Verkauf an die Stadt Quedlinburg. Ab 1335 gehörte der Hof dem Stift Quedlinburg. 1619 kaufte die Familie Lauch, 1781 die Familie Schenken das Anwesen. Als weitere zeitweilige Eigentümer werden die Familien von Selten, Pathe, Morgenstern, von Münchhausen, von Windheim, Smalian, Stockhausen, Kemmerich, Sandrart und Hinsch angegeben.
Aus der Zeit des Freihofs ist die in ihrem Kern nach einer Bauinschrift im Jahr 1795 errichtete Remise erhalten. Das in Fachwerkbauweise errichtete Gebäude auf der Nordseite des Grundstücks dient heute Wohnzwecken. Es ist im Stil des Spätbarock gestaltet. In späterer Zeit wurden Jugendstilverzierungen hinzugefügt. Insbesondere die Gefache wurden mit Zierausfachungen versehen. Am westlichen, der Straße zugewandten Giebel befinden sich Wappentafel früherer Eigentümer.
1874 erwarb Bankier Georg Vogler das Anwesen. Er ließ durch Baurat Frühling anstelle des alten Wohnhauses eine zweieinhalbgeschossige Villa errichten. 1879 bezog die Familie mit drei Töchtern und einem Sohn den Neubau.
Die mit einem Turm versehene Villa ist im Stil des Spätklassizismus ausgeführt. Der Grundriss ist unregelmäßig, der Baukörper gestaffelt ausgeführt. Die Gliederung der Fassade erfolgt auch durch den wechselnden Einsatz von Werkstein und gelben Klinkern. Das Innere ist weitgehend in der ursprünglichen Aufteilung und mit einer üppigen Ausstattung erhalten. Die Nutzfläche beträgt etwa 610 m².
Zur Villa soll vom am Markt in Quedlinburg gelegenen Bankhaus Vogler die erste Telefonleitung Quedlinburgs gelegt worden sein. Man verfügte auch früh über elektrisches Licht und eine im Keller gelegene Heizungsanlage. 1896 ließ Vogler durch die Braunschweiger Tischlerei Vollmer eine aus Eichen- und Lindenholz gefertigte getäfelte Holzdecke einbauen. 1897 wurde eine auf der Südseite bestehende offene Veranda durch einen geschlossenen Wintergarten ersetzt, der gleichfalls eine Holzvertäfelung erhielt.
Nach dem Tod Georg Voglers wurde seine Tochter Elisabeth Gruson, geborene Vogler 1912 Erbin des Anwesens. Es folgten weitere Umbauten. Im Erdgeschoss entstanden hölzerne Windfänge. Auch wurden Fenster und eine zweiflügelige Tür zwischen Diele und damaligen Salon, heute Arbeitszimmer, eingefügt. Darüber hinaus entstand ein Kamin aus Marmor. Auf der Ostseite zur Terrasse wurde ein größeres Fenster geschaffen. Die Zimmer des oberen Stockwerks wurden durch Einfügung von Wänden unterteilt. Im Keller wurde ein WC eingebaut. 1926 wurde dann an der Ostseite ein Anbau angefügt, in dem weitere Sanitäranlagen eingerichtet wurden.
Die Familie Gruson lebte bis 1945 in der Villa. Darunter auch General Ernst Gruson, der sich der Erforschung der Nutzungsgeschichte des Freihofes widmete. 1945 wurde das Grundstück beschlagnahmt. Die Familie Gruson lebte jedoch in der vormaligen Gärtnerwohnung im Seitengebäude weiter auf dem Anwesen. Das Haus wurde dann von mehreren Mietern genutzt. Ab 1972 befand sich die Villa im Eigentum der Volkssolidarität. 1999 erwarb die Arbeiterwohlfahrt das Haus, die dort über längere Zeit eine Begegnungsstätte betrieb. Die Villa diente auch als Sitz des AWO-Kreisverbandes Harz e.V. Derzeit (Stand 2014) besteht wieder eine Wohnnutzung.
Umgeben ist die Villa von einem Garten, dessen Bepflanzung zum Teil noch aus der Bauzeit der Villa herrührt. Das Grundstück ist mit einem schmiedeeisernen Zaun umfriedet.